# Acinopus
Acinopus  (лат.) — род жужелиц из подсемейства Harpalinae.

## Описание
Передняя мандибула по внутреннему краю с вырезкой у основания. Голова большая, чуть уже переднеспинки.

## Систематика
В составе рода:
- Acinopus almeriensis Mateu, 1954
- Acinopus ambiguus Dejean, 1829
- Acinopus baudii A. Fiori, 1913
- Acinopus brevicollis Baudi di Selve, 1882
- Acinopus creticus Maran, 1947
- Acinopus giganteus Dejean, 1831
- Acinopus jeannei J. Vives & E. Vives, 1989
- Acinopus laevigatus Ménétriés, 1832
- Acinopus picipes (Olivier, 1795)
- Acinopus pilipes Piochard de la Brűlerie, 1867
- Acinopus pueli Schatzmayr, 1935
- Acinopus subquadratus Brullé, 1832